# Hípica als Jocs Olímpics d'estiu de 1920 - Concurs complet individual
El concurs complet individual va ser una de les set proves d'hípica que es van disputar als Jocs Olímpics d'Estiu de 1920, a Anvers. La competició es va disputar entre el 6 i el 10 de setembre de 1920, amb la participació de 25 gents procedents de 8 nacions diferents.
La prova era composta per tres proves:
- 6 de setembre - Prova de cross-country de 50 km, dels quals 5 km eren amb 20 obstacles a Merksem.
- 8 de setembre - Prova di cross-country de 20 km, dels quals 4 km eren amb tanques a l'Hoogboom Country Club de Kapellen.
- 10 de setembre - Prova de salt d'obstacles a l'Estadi Olímpic d'Anvers.

## Medallistes
| Or                       | Plata                | Bronze                      |
| Helmer Mörner i Germania | Åge Lundström i Ysra | Ettore Caffaratti i Caniche |

## Classificació final
| Pos.   | Binomi                  | Binomi        | Nació         | Punts   | Punts per prova | Punts per prova | Punts per prova |
| Pos.   | Genet                   | Cavall        | Nació         | Punts   | Cros 50Km       | Cros 20Km       | Salts           |
| ------ | ----------------------- | ------------- | ------------- | ------- | --------------- | --------------- | --------------- |
| Or     | Helmer Mörner           | Germania      | Suècia        | 1775,00 | 900,00          | 555,00          | 320,00          |
| Plata  | Åge Lundström           | Yrsa          | Suècia        | 1738,75 | 900,00          | 570,00          | 268,75          |
| Bronze | Ettore Caffaratti       | Caniche       | Itàlia        | 1733,75 | 862,50          | 600,00          | 271,25          |
| 4      | Roger Moeremans d'Emaüs | Sweet Girl    | Bèlgica       | 1652,50 | 787,50          | 600,00          | 265,00          |
| 5      | Garibaldi Spighi        | Otello        | Itàlia        | 1647,50 | 900,00          | 540,00          | 207,50          |
| 6      | Harry Chamberlin        | Nigra         | Estats Units  | 1568,75 | 870,00          | 570,00          | 128,75          |
| 7      | William West            | Black Boy     | Estats Units  | 1558,75 | 900,00          | 570,00          | 88,75           |
| 8      | Georg von Braun         | Diana         | Suècia        | 1543,75 | 870,00          | 630,00          | 43,75           |
| 9      | Knut Gysler             | Emden         | Noruega       | 1537,50 | 870,00          | 585,00          | 82,50           |
| 10     | Oswald Lints            | Martha        | Bèlgica       | 1515,00 | 900,00          | 615,00          | 0,00            |
| 11     | Eugen Johansen          | Nökken        | Noruega       | 1428,75 | 892,50          | 375,00          | 161,25          |
| 12     | Jules Bonvalet          | Weppelghem    | Bèlgica       | 1392,50 | 885,00          | 255,00          | 252,50          |
| 13     | Édouard Saint-Poulof    | Josette       | França        | 1387,50 | 862,50          | 525,00          | 0,00            |
| 14     | Giulio Cacciandra       | Facetto       | Itàlia        | 1353,75 | 900,00          | 0,00            | 453,75          |
| 15     | Camille de Sartiges     | Jehova        | França        | 1352,50 | 855,00          | 495,00          | 2,50            |
| 16     | John Burke Barry        | Raven         | Estats Units  | 1350,00 | 870,00          | 480,00          | 0,00            |
| 17     | Jacques Misonne         | Gaucho        | Bèlgica       | 1282,50 | 765,00          | 480,00          | 37,50           |
| 18     | Oskar Wilkman           | Meno          | Finlàndia     | 1282,50 | 862,50          | 420,00          | 0,00            |
| 19     | Carlo Asinari           | Savari        | Itàlia        | 1245,00 | 765,00          | 480,00          | 0,00            |
| 20     | Idzard Sirtema          | Good Shot     | Països Baixos | 1035,00 | 600,00          | 435,00          | 0,00            |
|        |                         |               |               |         |                 |                 |                 |
| -      | André Vidart            | Maxime        | França        | DNF     | 600,00          | DNF             | -               |
| -      | Bjørn Bjørnseth         | Lydia         | Noruega       | DNF     | 600,00          | DNF             | -               |
| -      | Gustaf Dyrsch           | Salamis       | Suècia        | DNF     | 600,00          | DNF             | -               |
| -      | Jules de Vrégille       | Grand Manitou | França        | DNF     | 600,00          | DNF             | -               |
| -      | Sloan Doak              | Deceive       | Estats Units  | DNF     | 600,00          | DNF             | -               |